# Inga Grigoriu
Inga Grigoriu (n. 23 octombrie 1979, Chișinău, RSS Moldovenească, URSS) este un manager și activistă civică din Republica Moldova, deputat în Parlamentul Republicii Moldova în legislatura 2019-2023.

## Carieră
O scurtă perioadă de timp, în 1998-1999, Grigoriu a fost bibliografă la Camera Națională a Cărții. Ulterior, a fost manager la un șir de companii: Amber Term SRL (2003-2005), Casa Practică SRL (2008-2009), Universul mașinilor de cusut SRL (2009-2016) și Neomatrix SRL (2016-2017). Îi mai sunt atribuite Home & Hobby SRL (fostă proprietară) și Asociația pentru Dezvoltarea Democrației DECID (co-fondatoare, președintă).

### Activitate politică
Până a se lansa în politică, s-a remarcat ca activist civic.
În decembrie 2015 a fost aleasă în funcția de vicepreședinte al Partidului Platforma Demnitate și Adevăr.
La alegerile parlamentare din 2019 a candidat atât pe circumscripția națională, cât și pe Circumscripția uninominală nr. 25 Chișinău (Botanica) din partea Blocului electoral ACUM, din care făcea parte partidul său. A câștigat mandatul în cadrul circumscripției uninominale.
În Parlament, face parte din fracțiunea „ACUM PLATFORMA DA” și este membră a Comisiei mediu și dezvoltare regională. Conduce așa-numita „Comisie Laundromat”, creată cu scopul de a investiga cazul spălării de bani din Federația Rusă prin Republica Moldova.